# 크시슈토프 코발레프스키

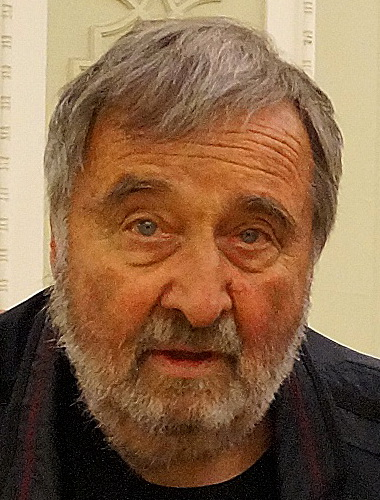
크시슈토프 코발레프스키

크시슈토프 코발레프스키(폴란드어: Krzysztof Kowalewski, 1937년 3월 20일 ~ 2021년 2월 6일)는 폴란드의 영화 배우이다. 바르샤바 출신이며 2002년에 폴란드 정부로부터 기사십자 폴란드 재건국 훈장 기사장, 문화공로훈장을 받았다.

## 영화
- 회색 악마(2009년)
- 에스터하치(2009년)
- 우부, 더 킹(2003년)
- 황무지 속에서(2001년)
- 파이어 & 스워드(1999년)
- 위험한 충성(1991년)